# Liv Strömquist
Liv Strömquist   (Lund, 3 de febrer de 1978) és una autora de còmics sueca, a més de locutora i activista política.
Strömquist és l'autora dels àlbums Hundra procent fett («cent per cent de greix», 2006), Drift («funcionament», 2007), Einsteins fru («la dona d'Einstein», 2008), Prins Charles känsla («el sentiment del príncep Carles», 2010), Ja till Liv («sí a la Vida», 2011) i Kunskapens frukt («la fruita prohibida», 2014). Esta última és un assaig il·lustrat sobre la història cultural de la vulva.
Strömquist també ha participat com a col·laboradora habitual en programes de ràdio i televisió com Tankesmedjan, Hej domstol, Pang Prego, En varg söker sin pod o Lilla drevet i ha copresentat dos temporades de la sèrie Liv och Horace i Europa junt amb Horace Engdahl, sobre llocs culturals europeus.
El 2017, l'antologia de dibuixos The Night Garden («el jardí nocturn»), exposa en diferents estacions del Metro d'Estocolm, causà controvèrsia en representar obertament la menstruació. El 21 de març de 2018 Ficomic anuncià la seua assistència al Saló Internacional del Còmic de Barcelona de 2018 per a presentar El fruto prohibido (traducció al castellà).